# Karl Johan Carpelan
Karl Johan Carpelan, född 15 juni 1811 i Tunhems socken, Västergötland, död 3 februari 1893 i Masko, var en finländsk friherre och ämbetsman, brorsons son och dotterson till Johan Fredrik Carpelan, farbror till Tor Carpelan.
Carpelan blev student vid Uppsala universitet 1830 och Helsingfors 1833, referendariesekreterare i finländska senatens justitiedepartement 1855 samt lagman i Åbo och Björneborgs lagsaga 1864. I januariutskottet 1862 och vid lantdagen 1863, där han var ordförande i lagutskottet och två andra utskott, intog han en moderat liberal hållning, påverkad av den samtida svenska lagstiftningen. Hans petition om styrelseverkens ombildning samt andra konstitutionella reformer enligt svenskt mönster föranledde tillsättande av regeringskommittéer i frågan. År 1872 genomdrev han lag om lika gifto- och arvsrätt för kvinna och man.